# Apostel- und Prophetenfenster (Quemper-Guézennec)

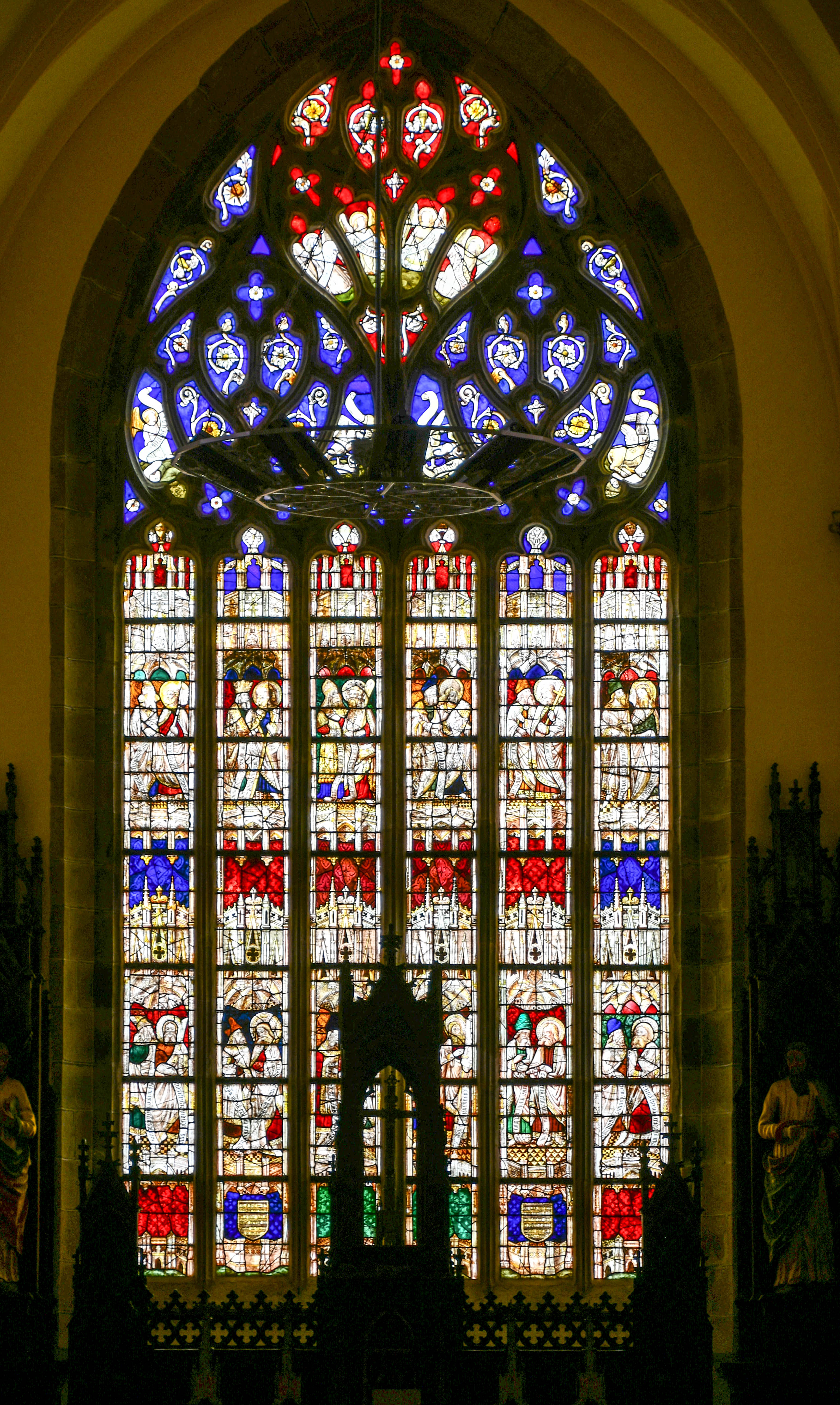
Apostel- und Prophetenfenster in Quemper-Guézennec

Das Apostel- und Prophetenfenster in der katholischen Kirche St-Pierre in Quemper-Guézennec, einer französischen Gemeinde im Département Côtes-d’Armor der Region Bretagne, wurde im 16. Jahrhundert geschaffen. Das Bleiglasfenster wurde 1973 als Monument historique in die Liste der geschützten Objekte (Base Palissy) in Frankreich aufgenommen.
Das zentrale Fenster (Nr. 0) im Chor wurde von einer unbekannten Werkstatt geschaffen. Es zeigt auf sechs Lanzetten jeweils zwölf Personenpaare, links einen Propheten des Alten Testaments und rechts daneben einen Apostel. Das Fenster stammt aus der 1869 abgerissenen alten Kirche und wurde in die ab 1870 errichtete neue Kirche eingebaut. Bei der Restaurierung im Jahr 1899 durch Félix Gaudin (1851–1930) wurden Teile ergänzt. Die Maßwerkverglasung mit den vier Evangelisten und vier Engeln mit Schriftbändern wurde komplett neu gestaltet. Die Inschrift am unteren Rand stammt ebenfalls von Félix Gaudin.
Die Personenpaare (von oben links bis unten rechts) sind: Jeremia und Petrus, David und Andreas, Jesaja und Johannes, Daniel und Johannes der Evangelist, Maleachi und Thomas, Amos und Judas Thaddäus, Zefanja und Bartholomäus (Apostel), Joel und Matthäus, Micha und Jakobus der Ältere, Zacharias und Philippus, Hosea und Simon, Ezechiel und Matthias.

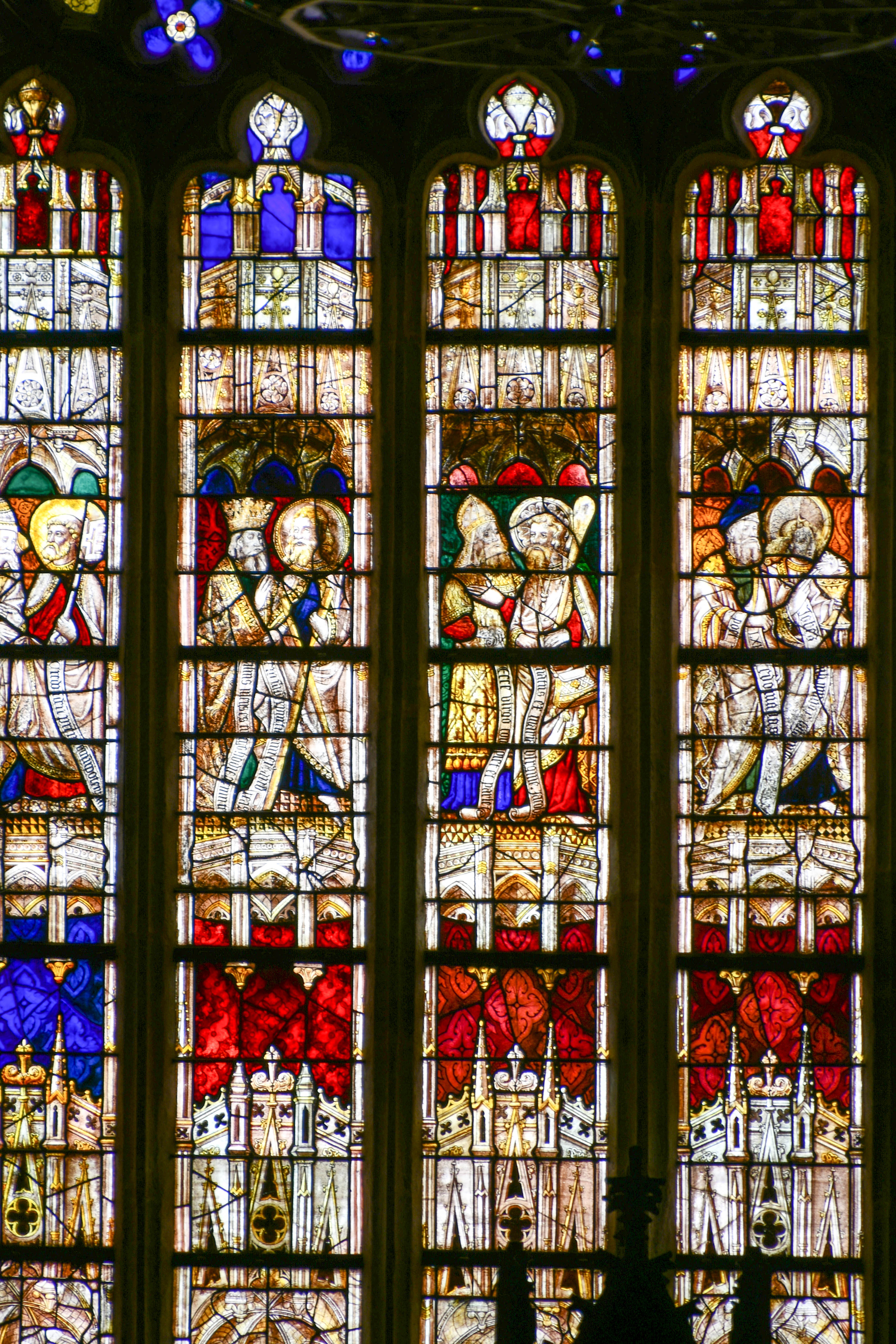
David und Andreas, Jesaja und Johannes, Daniel und Johannes der Evangelist
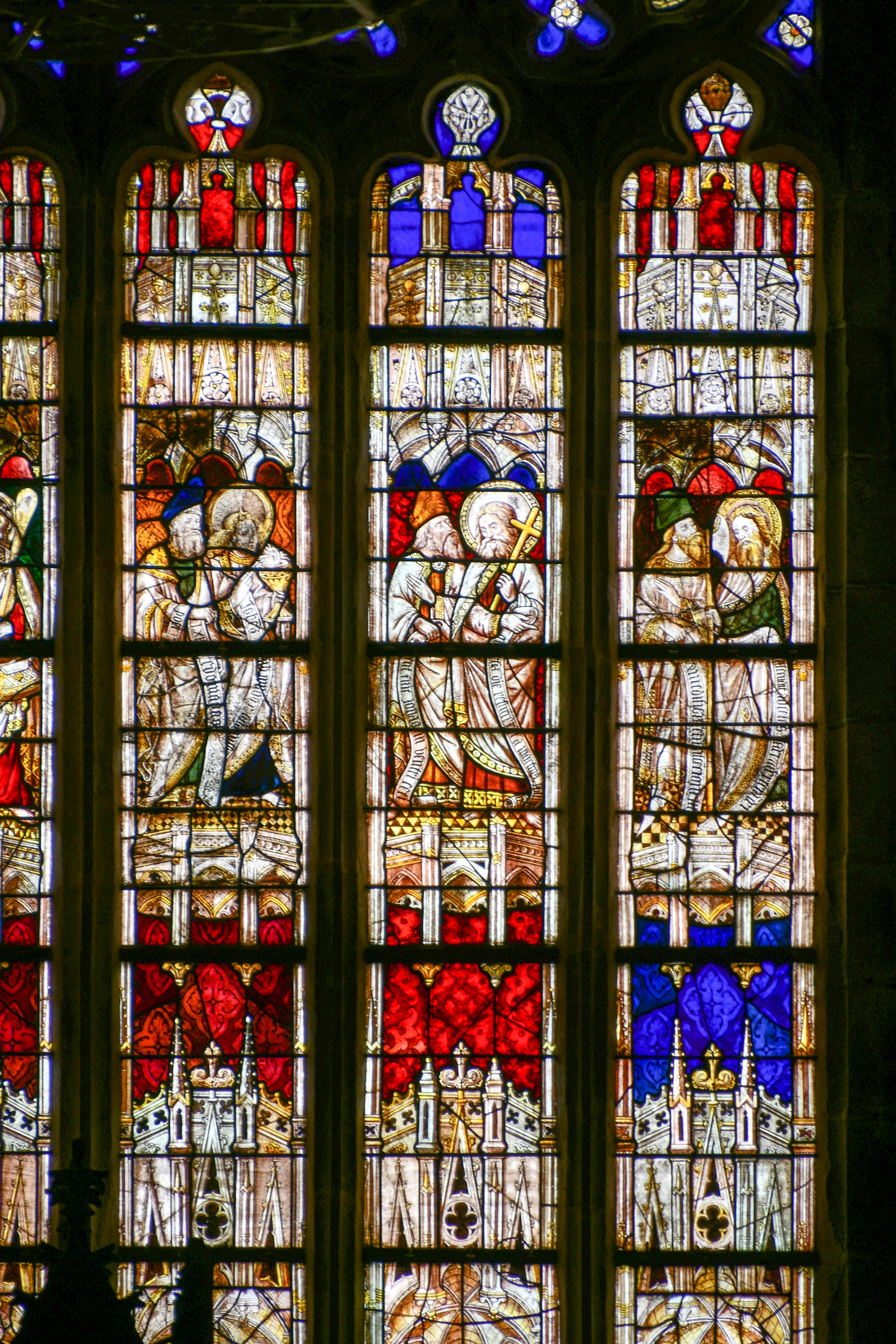
Daniel und Johannes der Evangelist, Maleachi und Thomas, Amos und Judas Thaddäus
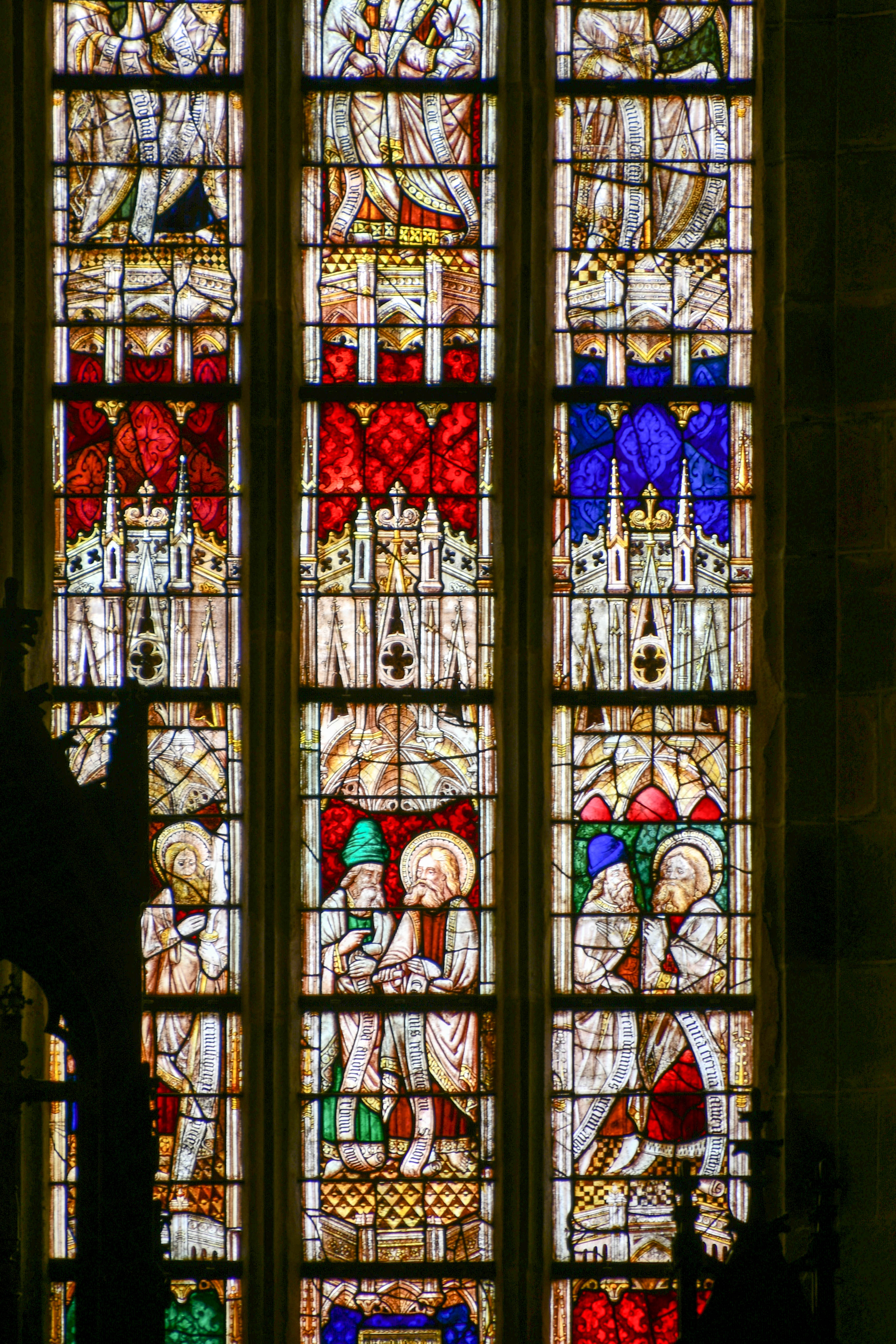
Zacharias und Philippus, Hosea und Simon, Ezechiel und Matthias